# Dunhuang Technology
Dunhuang Technology (chinois : 敦煌科技) est une entreprise taïwanaise spécialisée dans les domaines de l'informatique, de l'électronique et du jeu vidéo. Son nom anglicisé est Funtech Entertainment Corporation. Elle a conçu, entre autres, la console de jeux vidéo Super A'Can, des systèmes d'information géographique et, des équipements et fournitures de bureau. Elle était aussi une filiale d'UMC avant de disparaître à la suite de l'échec de la Super A'Can.

## Histoire
En 1983, il est apparu pour la première fois à Taiwan pour utiliser le Système d'information géographique. En 1995, elle est devenue une filiale de UMC et a publié Super A'Can. En 1996, la société a déposé une demande de faillite, puis est sortie de la faillite lorsque Funtech Entertainment Corporation est devenue une filiale de Sony Music Entertainment.